# Erste Abschiede
Erste Abschiede ist ein französischer Kurzfilm von Mathilde Profit aus dem Jahr 2019.

## Handlung
Léa lebt in einer Küstenstadt im Département Charente-Maritime, ist 18 und beginnt in Kürze ihr Kunststudium in Paris. Ihr Vater begleitet sie bei ihrem Umzug nach Paris, der beide einmal quer durchs halbe Land führt. Sie essen an einer Autobahnraststätte, was beide vorher noch nie getan haben. Léa schmeckt es nicht und der Vater teilt sein Essen mit ihr. Nach einer langen Fahrt erreichen beide Paris. Das kaum zehn Quadratmeter große Zimmer mit Gemeinschaftstoilette auf dem Gang sorgt zunächst für Irritationen, doch richtet sich Léa schnell ein. Der Vater isoliert die Fenster, auch wenn noch Hochsommer herrscht. Er schenkt Lea ein Armkettchen. Beide essen im Zimmer und Léa erfährt, dass ihr Vater nie alleine gewohnt hat, da er vor der Hochzeit noch bei seinen Eltern lebte. Léa gesteht, dass sie vor der kommenden Zeit ein wenig Angst hat, auch wenn sie nicht genau sagen kann, weswegen.
Der Vater übernachtet auf dem Boden, da die Rückreise an dem Tag zu lang wäre. Kurz zuvor berichtigt er sich – als Léas Mutter ein Praktikum in Angers gemacht habe, habe er für drei Wochen alleine gewohnt. Das Paar hatte sich zerstritten, versöhnte sich jedoch wieder. Einige Monate später kam Léa auf die Welt. Der Vater schaut Léa nicht an, als er diese Geschichte erzählt. Wenig später sieht man ihn laut schnarchend schlafen. Léa vertreibt sich die Zeit am Handy, bevor auch sie Schlaf findet. Der Abschied am nächsten Tag fällt kurz aus. Der Vater gibt Léa Geld für die ersten Wochen, stellt sicher, dass sie ihre Wohnungsschlüssel dabei hat, und fährt. Im Stau aufgehalten sieht er Léa wenig später in der Stadt. Sie erkennt ihn, bleibt kurz stehen und winkt, bevor er weiterfährt. 

## Produktion
Erste Abschiede war das Regiedebüt von Mathilde Profit, die zuvor als Script Supervisor beim Film tätig war. Profit, die 2009 ihr Studium im Bereich Script an der La Fémis abgeschlossen hatte, verfasste auch das Drehbuch zum Film. Der Film wurde unter anderem in Paris gedreht. Die Kostüme schuf Justine Pearce.
Erste Abschiede erlebte am 10. September 2019 in Paris seine Premiere. Der Film lief am 19. Oktober 2019 auf dem Festival international du film indépendant de Bordeaux und war am 19. Januar 2020 auf dem Festival premiers plans d’Angers zu sehen. Im Rahmen des online stattfindenden MyFrenchFilmFestivals 2021 wurde der Film im Januar 2021 unter dem Titel Erste Abschiede auch im deutschsprachigen Raum veröffentlicht, wobei er untertitelt lief.

## Auszeichnungen
Auf dem Festival premiers plans d’Angers erhielt Léa-Darstellerin Luna Carpiaux eine Besondere Erwähnung der Jury als beste Darstellerin im Bereich französischer Kurzfilm; Satya Dusaugey wurde als bester Darsteller im Bereich französischer Kurzfilm ausgezeichnet. Auf dem Festival Côté Court de Pantin gewann der Film im Juni 2020 den Preis für das beste Erstlingswerk.
Erste Abschiede gewann 2020 den Prix Jean Vigo in der Kategorie Kurzfilm. Der Film wurde 2021 für einen César in der Kategorie Bester Kurzfilm nominiert.